# Acropyga
Acropyga is een geslacht van vliesvleugelige insecten van de familie Mieren (Formicidae).

## Soorten
- A. acutiventris Roger, 1862
- A. ambigua Emery, 1922
- A. arnoldi Santschi, 1926
- A. ayanganna LaPolla, 2004
- A. bakwele LaPolla & Fisher, 2005
- A. butteli Forel, 1912
- A. decedens (Mayr, 1887)
- A. donisthorpei Weber, 1944
- A. dubia Karavaiev, 1933
- A. dubitata (Wheeler, W.M. & Mann, 1914)
- A. epedana Snelling, R.R., 1973
- A. exsanguis (Wheeler, W.M., 1909)
- A. fuhrmanni (Forel, 1914)
- A. gelasis LaPolla, 2004
- A. goeldii Forel, 1893
- A. guianensis Weber, 1944
- A. hirsutula LaPolla, 2004
- A. hystrix LaPolla, 2004
- A. inezae Forel, 1912
- A. keira LaPolla, 2004
- A. kinomurai Terayama & Hashimoto, 1996
- A. lauta Mann, 1919
- A. major Donisthorpe, 1949
- A. myops Forel, 1910
- A. nipponensis Terayama, 1985
- A. oceanica Emery, 1900
- A. palaga LaPolla, 2004

- A. paleartica Menozzi, 1936
- A. pallida (Donisthorpe, 1938)
- A. panamensis Weber, 1944
- A. parvidens (Wheeler, W.M. & Mann, 1914)
- A. romeo LaPolla, 2004
- A. rubescens Forel, 1894
- A. sauteri Forel, 1912
- A. silvestrii Emery, 1915
- A. smithii Forel, 1893
- A. stenotes LaPolla, 2004
- A. tricuspis LaPolla, 2004
- A. yaeyamensis Terayama & Hashimoto, 1996
- A. yushi Terayama, 2009